# Boliviano
El boliviano (nom espanyol) o bolivià és la unitat monetària de Bolívia. Es divideix en 100 centaus (centavos). El codi ISO 4217 és BOB. També es deia així una antiga moneda de Bolívia.

## El primer boliviano

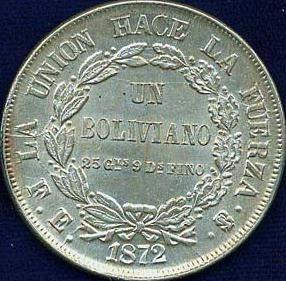
Boliviano del 1872

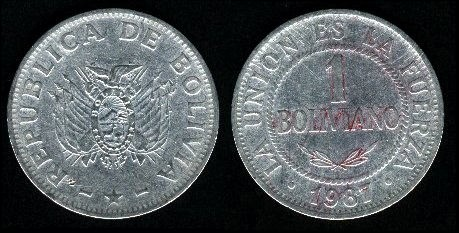
Boliviano del 1987

El primer boliviano va aparèixer el 1864. Equivalia a vuit sols o mig escut del sistema monetari anterior. Inicialment es dividia en 100 centésimos, però la fracció es va passar a anomenar centavo a partir del 1870. La quantitat de deu bolivianos s'anomenava un bolívar. El 1963, el boliviano fou substituït pel peso bolivià (ISO 4217: BOP), a raó de 1.000 antics bolivianos per peso.

## El boliviano actual
Després d'anys i anys d'inflació imparable, el 1987 es va substituir el peso bolivià per un nou boliviano a raó d'un milió de pesos per boliviano.
Emès pel Banc Central de Bolívia (Banco Central de Bolivia), en circulen monedes de 10, 20 i 50 centaus i d'1, 2 i 5 bolivianos, i bitllets de 10, 20, 50, 100 i 200 bolivianos.

## Taxes de canvi
- 1 EUR = 8,91 BOB (21 de novembre del 2008)
- 1 USD = 7,07 BOB (21 de novembre del 2008)